# Ярослав Їрковський
Ярослав Їрковський (чеськ. Jaroslav Jirkovský; 15 жовтня 1891, Бржевнов — 31 серпня 1966) — чеський хокеїст і футболіст. Виступав у складі футбольної і хокейної команд клубу «Славія» (Прага).

## Хокейна кар'єра
Грав нападника у складі хокейної команди клубу «Славія». Виступав у збірній Чехословаччини, за яку зіграв 35 матчів, у яких закинув 36 шайб (рекордний показник для свого часу). Був учасником десяти чемпіонатів Європи, у п'яти з яких здобував золоту медаль, тричі срібло і одного разу бронзу. Двічі ставав найкращим бомбардиром чемпіонату. 
В 1924 році був учасником зимових Олімпійських ігор у Шамоні. Змагання на Олімпійських іграх 1920 року пропустив через те, що понад два роки перебував у російському полоні після закінчення Першої світової війни. Значний ажіотаж викликало можливе включення Їрковського до складу збірної на Олімпіаду 1928 року, але все ж таки ветеран не потрапив у команду.

## Хокейні досягнення

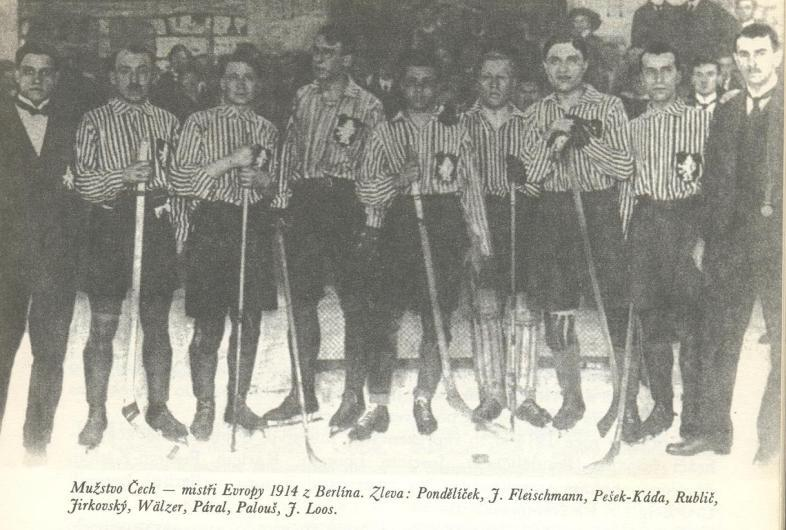
Збірна Богемії на чемпіонаті Європи 1914 року. Їрковський п'ятий зліва.

Скорочення: І = Ігри, Г = Голи, П = Паси, О = Набрані очки, Б = найкращий бомбардир турніру.
| Рік    | Команда        | Турнір | Місце  | І  | Г  | П | О  | Б |
| ------ | -------------- | ------ | ------ | -- | -- | - | -- | - |
| 1911   | Богемія        | ЧЄ     |        | 3  | 5  | 0 | 5  |   |
| 1912   | Богемія        | ЧЄ     |        | 2  | 1  | 0 | 1  |   |
| 1913   | Богемія        | ЧЄ     |        | 3  | 6  | 0 | 6  |   |
| 1914   | Богемія        | ЧЄ     |        | 2  | 7  | 0 | 7  | Б |
| 1921   | Чехословаччина | ЧЄ     |        | 1  | 1  | 0 | 1  |   |
| 1922   | Чехословаччина | ЧЄ     |        | 2  | 6  | 0 | 6  | Б |
| 1923   | Чехословаччина | ЧЄ     |        | 4  | 1  | 0 | 1  |   |
| 1924   | Чехословаччина | ОІ     | Гр     | 3  | 1  | 0 | 0  |   |
| 1925   | Чехословаччина | ЧЄ     |        | 3  | 3  | 0 | 3  |   |
| 1926   | Чехословаччина | ЧЄ     |        | 7  | 5  | 0 | 5  |   |
| 1927   | Чехословаччина | ЧЄ     | 5      | 4  | 0  | 0 | 0  |   |
| Всього | Всього         | Всього | Всього | 35 | 36 | 0 | 36 | 2 |

## Футбольна кар'єра
Виступав на позиції півзахисника у складі провідної футбольної команди країни того часу  — «Славії». У 1911 році ставав переможцем кубка милосердя. У 1907 - 1908 роках зіграв три матчі у складі збірної Богемії.